# Alecto à bec rouge
Bubalornis niger
Espèce
Statut de conservation UICN

 LC  : Préoccupation mineure
L'Alecto à bec rouge (Bubalornis niger) est une espèce de passereaux appartenant à la famille des Ploceidae.

## Pseudo-pénis
Les mâles alecto à bec rouge possèdent un pseudo-pénis d'environ 1,5 cm de long. Ce pseudo-pénis ne comporte pas de vaisseaux sanguins et ne transporte pas de sperme.